# Arbeitersportlerdenkmal (Freital)
Das Arbeitersportlerdenkmal befindet sich in Freital-Deuben an der Krönertstraße. Es steht unter Denkmalschutz.

## Geschichte
Die übermannshohe Säule aus Sandstein wurde ursprünglich um 1920 am Turngelände an der Egermühle aufgestellt. Sie erinnert an die Mitglieder des ATSV Deuben, die während des Ersten Weltkrieges umkamen. Die Stele trägt die Aufschrift „Zu Ehren unserer im Kriege gefallenen Mitglieder“. An der Säule war ein Metallschild mit einem Symbol der Arbeitersportbewegung angebracht. Im Jahr 1928 bekam der Stein einen neuen Standort an der im gleichen Jahr eröffneten Turnhalle Rudeltstraße. Dort befand er sich bis zum Abriss der Turnhalle im Jahr 2009. Das Metallschild aus den 1920er Jahren verschwand einige Jahre nach der Einweihung, 1978 wurde ein neues angebracht, das ebenfalls gestohlen wurde.
Die Säule steht seit 2009 unter Denkmalschutz. Mit dem Abriss der Turnhalle wurde sie aufgearbeitet und anschließend neben der seit 2007 neugebauten Sporthalle des Weißeritzgymnasiums wieder aufgestellt. Sie steht damit nur wenige hundert Meter von ihrem ursprünglichen Standort entfernt.